# 魚糕
魚糕、魚餅，是一種將魚漿加入鹽、澱粉等添加物後再塑形的加工食品。

## 各地的魚糕

### 中国大陆
- 湖北魚糕

湖北魚糕做法大致是將魚漿與肥豬肉共剁成泥狀，與蛋白打發後入蒸籠蒸熟。
- 潮汕魚棗

潮汕魚棗作法則是將佃魚魚漿將切碎的鐵脯（比目魚魚乾）、辣椒、馬蹄等加入調味，之後待其自然凝固或切片分裝。
- 潮汕魚餅

潮汕魚餅做法是混合鱼肉制成鱼浆，将鱼浆倒入模中凝固，倒出整幅鱼饼后切条，加入滚油油炸，捞起切片即成鱼饼

#### 歷史
清初已有詳細魚餅作法之記載。與今日湖北魚糕做法大致類同。

### 台灣
- 腱仔

俗寫為堅仔，以魚漿、豬絞肉、荸薺或豆薯拌勻成長條狀，蒸熟至定型。做法大致承襲自潮州魚棗。
- 月亮蝦餅

### 琉球
- 琉球炸魚板（日语：チキアギ）

### 日本
- 蒲鉾
- 竹輪
- 薩摩炸魚餅

#### 歷史
平安時代的文書記載了蒲鉾並為其繪製了插畫。

### 朝鮮
- 韓式魚糕（朝鲜语：어묵）

### 英國
- 英式魚餅（英语：Fishcake）

### 泰國
- 泰式炸魚餅

#### 歷史
於19世紀末的拉達那哥欣時代，已有炸魚餅和炸豬肉餅的記載。